# Georges Washington (peintre français)
Pour les articles homonymes, voir George Washington (homonymie).
Georges Washington, né le 7 septembre 1827 à Marseille et mort le 19 novembre 1901 à Douarnenez, est un peintre orientaliste français.

## Biographie
Enfant naturel, il choisit pour pseudonyme le nom du 1er président américain George Washington que son père admirait ; sa mère, Marie Besse ne le reconnaît qu’en 1868[réf. souhaitée]. 
Il étudie la peinture chez François-Edouard Picot (1786-1868), peintre d’Histoire et de batailles. Trouvant l'enseignement aux Beaux-arts contraignant, il part visiter l’Algérie. 
Il débute au Salon des artistes français en 1857 et y participera pendant plus de cinquante ans[réf. souhaitée]. Il séjourne au Maroc en 1879. À la suite de deux commandes d'une société belge, il se rend à partir de 1879 au Maroc puis en Hongrie, Bulgarie, Turquie,… pour des études. Il accompagne ses toiles exposées à Moscou en 1881.  
En 1884, il hérite de son beau-père, le peintre de bataille Henri Philippoteaux, un modeste appartement à Montmartre. Il vend alors plusieurs de ses toiles à Drouot en espérant se consacrer à l'agriculture en Bretagne, mais cette tentative est un échec, et il se rend à New York honorer une nouvelle commande, avant de revenir en France dans une situation financière difficile. Il peint encore quelques toiles orientalistes à Montmartre avant de se retirer à Douarnenez chez sa fille et son gendre.
Ses œuvres sont essentiellement des vues d’Algérie (Sahara, Constantine, Kabylie et El-Kantara) et du Maroc mais aussi des haltes de cavaliers, des fantasias, des campements et des scènes de chasse. Eugène Fromentin et Eugène Delacroix l'ont beaucoup inspiré. Ses œuvres sont aujourd’hui conservées dans les musées de Dunkerque, Limoges et Sète.
Sa Baignade de chevaux sur la côte d’Afrique conservée aux musées de Dijon[Lequel ?] a été identifiée comme située aux falaises d’Aokas, à l’est de Béjaïa/Bougie.

## Quelques œuvres

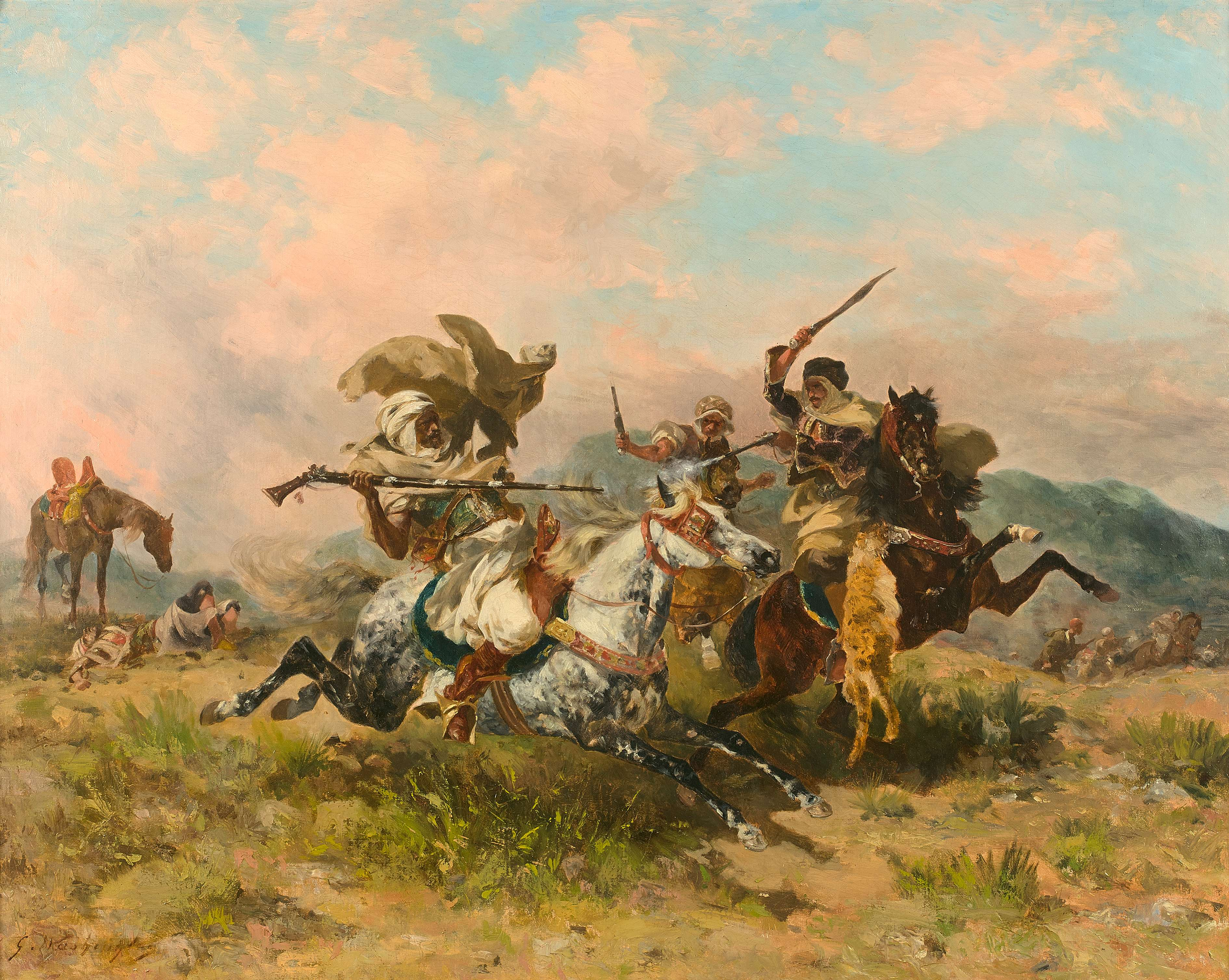
L'attaque

- Cavaliers Kabyles à l’abreuvoir, musée des beaux-arts d'Angers
- Baignade de chevaux sur la côte d'Afrique, huile sur toile, musée des beaux-arts de Dijon
- Fantasia Arabe, Sète, musée Paul-Valéry
- Ruines Romaines, souvenir de Kabylie. F.N.A.C
- Cavaliers Arabes, huile sur toile, 68.5 x 54.5 cm Mathaf Gallery Londres
- La chasse à l’antilope, huile sur toile, 73 × 92 cm. Paris, vente Artcurial le 01/12/2010
- Au Puits, huile sur toile, 43 x 60 cm, collection Djillali Mehri
- L'Arrivée d'une caravane, huile sur toile, 43 x 60 cm, collection Djillali Mehri